# Formel Junior

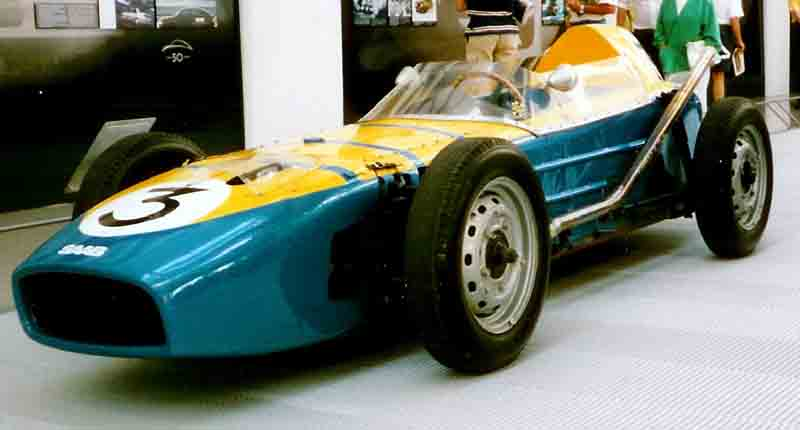
Saab Formula Junior.

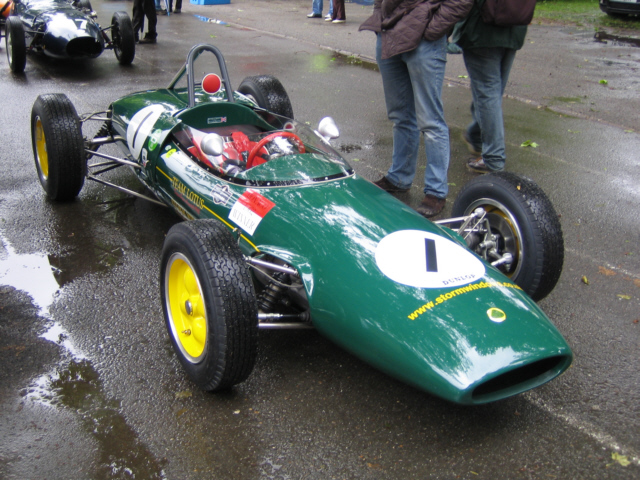
Lotus 22

Formel Junior eller FJ var en racingklass som kördes i slutet av 1950-talet och början av 1960-talet, avsedd som instegsklass för unga talanger.
Formel Junior var en budgetklass och bilarna använde standarddelar, som motorer, kraftöverföring och bromsar, från vanliga personbilar. Omfattande modifieringar av dessa var inte tillåtna, allt för att hålla nere kostnaderna. De första åren dominerades av italienska bilar som OSCA med frontmotor, oftast från Fiat 1100. SAAB byggde en framhjulsdriven FJ-bil med tvåtaktsmotor.
I början av sextiotalet begränsades motorstorleken i Formel 1-bilarna till 1,5 liter. Detta betydde slutet för Formel 2 och Formel 3 och därmed var Formel Junior den enda formelbilsklassen under F1. Formel Junior dominerades nu av brittiska tillverkare som Cooper och Lotus, som plockade ner standardbilsmotorer från Austin A30 eller Ford Anglia i formelvagnar som var mycket lika deras F1-bilar. Kostnaderna skenade och när Formel 2 och Formel 3 återinfördes 1964 försvann Formel Junior.
Idén med en billig instegsklass togs upp igen i slutet av sextiotalet med introduktionen av Formel Ford.
FJ-bilarna är än idag populära inom historisk racing.